# Resident Evil (serie)

Logo della serie

Resident Evil, conosciuto in Giappone come Biohazard (バイオハザード?, Baiohazādo, lett. "Biorischio"), è un media franchise horror giapponese creato nel 1996 da Shinji Mikami e Tokuro Fujiwara, nato come serie di videogiochi prodotti dalla Capcom. La serie si concentra su videogiochi survival horror e include film live action, film di animazione, serie televisive, fumetti, libri e merchandising. In generale, la storia segue focolai di zombi e altri mostri generati da esperimenti sfuggiti al controllo della Umbrella Corporation.
Il franchise è iniziato con Resident Evil, videogioco del 1996, e si è evoluto con numerosi seguiti di vario genere. Incorporando elementi come l'azione, l'esplorazione, i rompicapo e le trame ispirate dai film horror e di azione. Alla serie è riconosciuto il merito di aver reso popolare il genere survival horror e di aver reintrodotto gli zombi nella cultura popolare dalla fine degli anni novanta in poi.

Alla fine di dicembre 2024 la serie ha totalizzato 167 milioni di unità vendute, rendendo Resident Evil la serie Capcom di maggior successo. La serie cinematografica di Resident Evil è anche la serie di film più redditizia basata su videogiochi.

Scena del primo Resident Evil

## Sviluppo
| 1996 | Resident Evil                            |
| 1997 |                                          |
| 1998 | Resident Evil 2                          |
| 1999 | Resident Evil 3: Nemesis                 |
| 2000 | Resident Evil: Survivor                  |
| 2000 | Resident Evil Code: Veronica             |
| 2001 | Resident Evil: Survivor 2 Code: Veronica |
| 2001 | Resident Evil Gaiden                     |
| 2002 | Resident Evil (remake)                   |
| 2002 | Resident Evil Zero                       |
| 2003 | Resident Evil: Dead Aim                  |
| 2003 | Resident Evil Outbreak                   |
| 2004 | Resident Evil Outbreak: File #2          |
| 2005 | Resident Evil 4                          |
| 2006 | Resident Evil: Deadly Silence            |
| 2007 | Resident Evil: The Umbrella Chronicles   |
| 2008 |                                          |
| 2009 | Resident Evil 5                          |
| 2009 | Resident Evil: The Darkside Chronicles   |
| 2010 |                                          |
| 2011 | Resident Evil: The Mercenaries 3D        |
| 2012 | Resident Evil: Revelations               |
| 2012 | Resident Evil: Operation Raccoon City    |
| 2012 | Resident Evil 6                          |
| 2013 |                                          |
| 2014 |                                          |
| 2015 | Resident Evil: Revelations 2             |
| 2016 | Umbrella Corps                           |
| 2017 | Resident Evil 7: Biohazard               |
| 2018 |                                          |
| 2019 | Resident Evil 2 (remake)                 |
| 2020 | Resident Evil 3 (remake)                 |
| 2020 | Resident Evil: Resistance                |
| 2021 | Resident Evil Village                    |
| 2022 | Resident Evil RE:Verse                   |
| 2023 | Resident Evil 4 (remake)                 |
| 2024 |                                          |
| 2025 |                                          |
| 2026 | Resident Evil Requiem                    |

Resident Evil ha debuttato su PlayStation nel 1996. Lo sviluppo della saga ebbe inizio nel 1993 e fu creata dai designer di Capcom Shinji Mikami e Tokuro Fujiwara. Originariamente l'idea di Resident Evil venne da un gioco del 1989 per Nintendo Entertainment System, chiamato Sweet Home. Resident Evil prese in prestito numerosi elementi da Sweet Home, inclusa l'ambientazione della magione, i puzzle e persino la schermata di caricamento della porta. Per rendere la serie più appetibile per il mercato occidentale, il titolo fu modificato da Biohazard a Resident Evil da Capcom Usa (apparentemente i diritti del nome Biohazard appartenevano già ad una rock band statunitense).
La maggior parte dei giochi della serie sono in telecamera fissa con ambientazioni bidimensionali. Resident Evil fu uno dei primi titoli ad usare questo stile di gioco su console, dato che la tecnica era già utilizzata dalla serie Alone in the Dark per Windows. Resident Evil è stato il primo gioco ad essere definito "survival horror". Il gioco è stato in seguito convertito su Sega Saturn. Grazie al successo commerciale e di critica vengono prodotti due sequel, Resident Evil 2 nel 1998 e Resident Evil 3: Nemesis nel 1999, entrambi usciti per PlayStation. Una conversione di Resident Evil 2 è uscita per Nintendo 64. Inoltre, queste versioni di tutti e tre titoli sono state pubblicate per Microsoft Windows. Il quarto gioco della serie, Resident Evil Code: Veronica, è stato sviluppato per Dreamcast e pubblicato nel 2000, seguito dai titoli di Resident Evil 2 e Resident Evil 3. Resident Evil Code: Veronica è stato poi ripubblicato per Dreamcast in Giappone in una forma aggiornata che comprendeva lievi modifiche e nove minuti in più di filmati. Questa versione aggiornata è stato successivamente portata su PlayStation 2 e GameCube con il nome Code Veronica X.
Negli anni successivi Shinji Mikami ha firmato un contratto di esclusiva con Nintendo, pertanto i successivi tre giochi della serie, il remake del primo capitolo Resident Evil, il prequel Resident Evil Zero, entrambi pubblicati nel 2002, così come Resident Evil 4, sono tutti usciti inizialmente come esclusiva GameCube. Resident Evil 4 è poi uscito per Windows, PlayStation 2 e Wii, così come le successive versioni in alta definizione. Inoltre GameCube ha ricevuto conversioni dei precedenti seguiti di Resident Evil. L'accordo di esclusiva con Nintendo non impediva a Capcom di continuare a pubblicare spin off per altre piattaforme.
Capcom, come detto, negli anni ha dato vita a numerosi spin off che si discostano dal gameplay tradizionale dei titoli principali. La serie Gun Survivor introduce una prospettiva in prima persona e permette l’uso della pistola Guncon Namco. Resident Evil: Survivor è uscito nel 2000 per PlayStation e Windows ricevendo recensioni mediocri, i successivi Resident Evil: Survivor 2 Code: Veronica e Resident Evil: Dead Aim hanno invece ottenuto recensioni sufficienti. In modo simile la serie Chronicles presenta un gameplay in prima persona. Resident Evil: The Umbrella Chronicles è uscito nel 2007 per Wii, con un solo seguito, Resident Evil: The Darkside Chronicles uscito nel 2009 (entrambi portati su PlayStation 3 in HD nel 2012). Resident Evil Gaiden è un gioco d'avventura dinamica per Game Boy Color caratterizzato da un sistema di combattimento in stile gioco di ruolo. Alla conferenza stampa di Sony, durante l'E3 del 2009, viene annunciato Resident Evil Portable per PlayStation Portable, descritto come un titolo nuovo e totalmente diverso dagli altri, tuttavia, nonostante gli ulteriori annunci, lo sviluppo è stato cancellato. Resident Evil Outbreak è stato il primo gioco ad avere una modalità cooperativa online, uscì nel 2003 esclusivamente per PlayStation 2, anche se in Europa e America è arrivato privo dell'online. È stato seguito da un sequel, Resident Evil Outbreak File 2. Per commemorare il decimo anniversario della serie è uscita per il Nintendo DS una versione potenziata e portatile del gioco originale, Resident Evil Deadly Silence, che sfrutta i vantaggi delle capacità del touch screen per le sequenze di combattimento e il microfono per far rinvenire i compagni di squadra. Negli anni vengono pubblicati in Giappone diversi giochi per cellulare basati sulla serie Resident Evil, alcuni di questi arrivati anche in Nord America ed Europa.
La serie debutta nella settima generazione delle console con Resident Evil 5 per PlayStation 3 e Xbox 360. In contrasto col precedente accordo di esclusiva tra Capcom e Nintendo, il produttore esecutivo Keiji Inafune ha commentato che Capcom vuole che la serie cresca in un franchise multipiattaforma e si aspetta due versioni del gioco pubblicate contemporaneamente. Nel marzo 2011 Capcom ha rivelato lo sparatutto in terza persona Resident Evil: Operation Raccoon City, sviluppato da Slant Six Games per PlayStation 3, Xbox 360 e Microsoft Windows ed uscito a marzo del 2012. Il titolo survival horror, Resident Evil: Revelations, è uscito nel febbraio 2012 per Nintendo 3DS e poi nel 2013 per PlayStation 3, Xbox 360, Wii U e Microsoft Windows in versione rimasterizzata. Resident Evil 6 uscì a ottobre del 2012, con recensioni contrastanti ma vendite entusiasmanti. Nel 2013 il produttore di Resident Evil, Masachika Kawata, ha detto che la serie si sarebbe concentrata nuovamente al survival horror, con pochi elementi d'azione. Resident Evil: Revelations 2, titolo a episodi che si svolge tra Resident Evil 5 e Resident Evil 6, è uscito a marzo del 2015. Per i 20 anni della serie Capcom ha annunciato Resident Evil: Umbrella Corps, titolo online per PlayStation 4 e Windows, uscito a giugno 2016.
Ad agosto del 2015 Capcom ha confermato lo sviluppo di un remake di Resident Evil 2. Il 13 giugno 2016 Capcom ha annunciato con un video, durante la conferenza stampa E3 di Sony, Resident Evil 7: Biohazard. Il titolo, ambientato in una mansion isolata in Louisiana, è in prima persona ed è basato esclusivamente sul survival horror. Il produttore Masachika Kawata ha spiegato che il settimo capitolo della serie è ambientato dopo gli eventi del sesto, non è un reboot e ovviamente fa parte dell'universo di Resident Evil. Dopo tre anni di silenzio, il 12 giugno 2018, Capcom ha pubblicato il primo trailer di Resident Evil 2 Remake durante la conferenza stampa E3 di Sony. Il gioco è uscito il 25 gennaio 2019. Ad agosto del 2019 Capcom ha annunciato con un trailer Project Resistance. Grazie al successo ottenuto dal remake di Resident Evil 2, a dicembre 2019 Capcom annuncia Resident Evil 3 Remake durante lo "State Of Play" di Sony. Esso include Resident Evil: Resistance, spin off online multigiocatore conosciuto precedentemente come Project Resistance. Resident Evil 3 e Resistance usciranno il 3 aprile 2020.
A giugno 2020 Capcom, durante la conferenza PlayStation 5, annuncia Resident Evil Village, seguito di Resident Evil 7: Biohazard che vede il ritorno di Ethan Winters e Chris Redfield. Il 7 maggio 2021 Resident Evil Village viene pubblicato in tutto il mondo. Il 21 ottobre 2021 esce una versione rivisitata di Resident Evil 4 per realtà virtuale in esclusiva per Oculus Quest. Il 14 giugno Capcom annuncia il DLC Shadows of Rose per Resident Evil Village, uscito il 28 ottobre 2022 assieme a Resident Evil RE:Verse. A giugno 2022 Capcom, durante lo State of Play, annuncia Resident Evil 4 Remake, in uscita il 24 marzo 2023. Il 15 settembre 2023, durante lo State of Play, Capcom annuncia il DLC Separate Ways per Resident Evil 4, con protagonista Ada Wong, che verrà pubblicato una settimana dopo l'annuncio.
Nel novembre 2023, durante un'intervista a Yasuhiro Anpo (director di Resident Evil 4), è stato confermato che verranno sviluppati altri remake riguardanti la saga. Il 1º luglio 2024 Capcom ha annunciato di star lavorando ad un nuovo capitolo della saga con Koshi Nakanishi come director, dopo che aveva già lavorato come director per Resident Evil 7: Biohazard e per Resident Evil: Revelations, e che verranno rivelate maggiori informazioni in futuro. Il 7 giugno 2025, durante il Summer Game Fest, Capcom ha annunciato il nono capitolo della serie, Resident Evil Requiem, che uscirà il 27 febbraio 2026 per celebrare il 30° anniversario della saga.

## Videogiochi

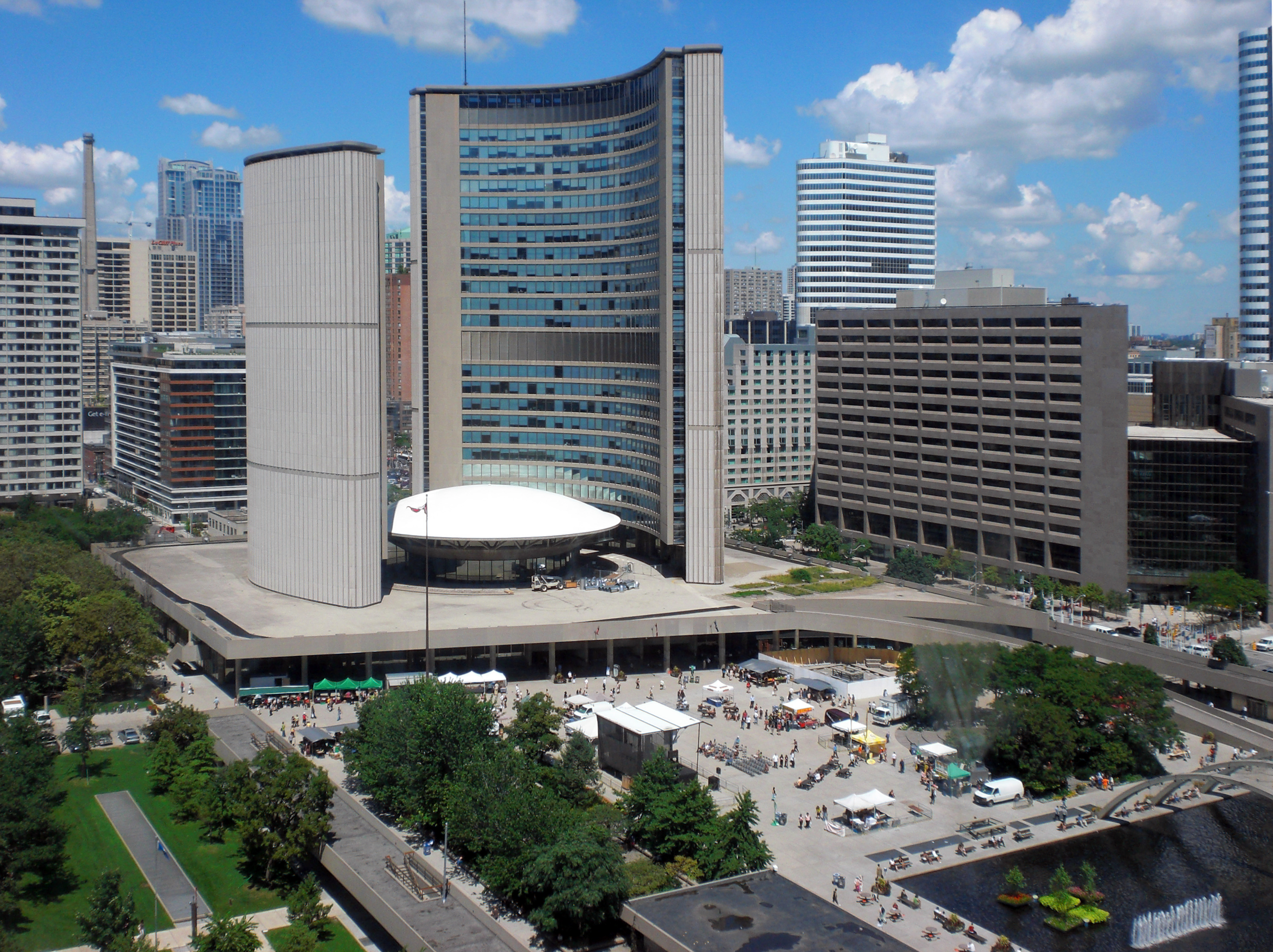
Il municipio di Toronto, che nel film Resident Evil: Apocalypse è la sede del municipio di Raccoon City

La maggior parte degli eventi della serie si svolge a Raccoon City (letteralmente "Città del procione"), una città immaginaria del Midwest. È l'ambientazione principale di Resident Evil 2 e Resident Evil 3: Nemesis, dei loro vari spin-off, della serie di Resident Evil Outbreak e di quella di Resident Evil: Operation Raccoon City. Compare nel film Resident Evil e in parte dei seguiti. Si ispira alla tipica città commerciale e industriale del Midwest americano, mentre nei romanzi di S. D. Perry, non riconosciuti da Capcom come parte della serie, la città è collocata in Pennsylvania. L'economia di Raccoon City è controllata principalmente dall'Umbrella Corporation, multinazionale che ha generosamente finanziato la maggior parte dei progetti cittadini costruendosi un'immagine positiva presso la popolazione. Circa la metà dei cittadini è impiegata nella multinazionale, ma la maggioranza ignora le attività illegali della compagnia. La città viene distrutta con un bombardamento nucleare al termine di Resident Evil 3: Nemesis per contenere l'epidemia.
Gran parte dei giochi della serie sono in terza persona con ambientazioni bidimensionali, Resident Evil fu uno dei primi titoli a usare questo stile di gioco su console, dato che la tecnica era già utilizzata dalla serie Alone in the Dark per personal computer. Gli ultimi giochi della serie usciti, Code Veronica e Resident Evil 4 utilizzano motori grafici completamente tridimensionali.
Alcuni dei giochi danno la possibilità al giocatore di scegliere uno tra i due personaggi principali: da questa selezione dipendono alcune sfumature della storia come segreti, mini-missioni, armi e finali sbloccati finendo il gioco dal punto di vista di entrambi i personaggi.
La serie Resident Evil è ritenuta da molti controversa per l'uso che fa della violenza, presenza costante dall'inizio fino alla fine della storia. Ogni gioco è anticipato dalla scritta "This game contains scenes of explicit violence and gore". Da notare è che la violenza del gioco è rivolta esclusivamente verso zombi e non umani mutanti e solo un paio di volte il personaggio protagonista combatte e uccide altri esseri umani.

### Serie principale
| Titolo                       | Anno               | Piattaforme |                    |                    |
| Capitoli originali           | Capitoli originali | Capitoli originali | Capitoli originali | Capitoli originali |
| ---------------------------- | ------------------ | --- | ------------------ | ------------------ |
| Resident Evil                | 1996               | PlayStation, Windows; 1997: PlayStation (Director's Cut), Saturn; 1998: PlayStation (Dual Shock); 2006: Nintendo DS (Resident Evil: Deadly Silence); 2008: PlayStation 3, PSP, Vita (Director's Cut); 2022: PlayStation 4, PlayStation 5 (Director's Cut)                                          |                    |                    |
| Resident Evil 2              | 1998               | PlayStation, PlayStation (Dual Shock), Windows; 1999: Nintendo 64, Dreamcast; 2003: GameCube; 2009: PlayStation 3, PSP, Vita (Dual Shock) |                    |                    |
| Resident Evil 3: Nemesis     | 1999               | PlayStation; 2000: Windows, Dreamcast; 2003: GameCube; 2009: PlayStation 3, PSP, Vita |                    |                    |
| Resident Evil Code: Veronica | 2000               | Dreamcast; 2001: PlayStation 2, Dreamcast (Code: Veronica X); 2003: GameCube (Code: Veronica X); 2011: PlayStation 3 (Code: Veronica X HD), Xbox 360 (Code: Veronica X HD); 2017: PlayStation 4 (Code: Veronica X)                                                                                 |                    |                    |
| Resident Evil Zero           | 2002               | GameCube; 2008: Wii (Resident Evil Archives); 2016: PlayStation 3, PlayStation 4, Xbox 360, Xbox One, Windows (HD Remaster); 2019: Switch (HD Remaster) |                    |                    |
| Resident Evil 4              | 2005               | GameCube, PlayStation 2; 2007: Windows, Wii; 2009: iOS; 2011: PlayStation 3, Xbox 360 (Versione HD); 2013: Android; 2014: Windows (Ultimate HD Edition); 2015: Wii U (Wii Edition); 2016: PlayStation 4, Xbox One (Versione HD); 2019: Switch (Versione HD); 2021: Oculus Quest 2 VR (Versione VR) |                    |                    |
| Resident Evil 5              | 2009               | PlayStation 3, Xbox 360, Windows; 2010: PlayStation 3, Xbox 360 (Gold Edition); 2015: Windows (Gold Edition); 2016: PlayStation 4, Xbox One (Versione HD); 2019: Switch (Versione HD) |                    |                    |
| Resident Evil 6              | 2012               | PlayStation 3, Xbox 360; 2013: Windows; 2016: PlayStation 4, Xbox One (Versione HD); 2019: Switch (Versione HD) |                    |                    |
| Resident Evil 7: Biohazard   | 2017               | PlayStation 4, Xbox One, Windows; 2018: Switch (Versione Cloud); 2021: Stadia; 2022: Xbox Series X/S, PlayStation 5 |                    |                    |
| Resident Evil Village        | 2021               | PlayStation 5, Xbox Series X/S, PlayStation 4, Xbox One, Windows, Stadia; 2022: Switch (Versione Cloud), macOS; 2023: iOS |                    |                    |
| Resident Evil Requiem        | 2026               | PlayStation 5, Xbox Series X/S, Windows |                    |                    |
| Remake                       |                    | |                    |                    |
| Resident Evil                | 2002               | GameCube; 2008: Wii (Resident Evil Archives); 2014: PlayStation 3, Xbox 360 (HD Remaster); 2015: PlayStation 4, Xbox One, Windows (HD Remaster); 2019: Switch (HD Remaster) |                    |                    |
| Resident Evil 2              | 2019               | PlayStation 4, Xbox One, Windows; 2022: PlayStation 5, Xbox Series X/S, Switch (Versione Cloud) |                    |                    |
| Resident Evil 3              | 2020               | PlayStation 4, Xbox One, Windows; 2022: PlayStation 5, Xbox Series X/S, Switch (Versione Cloud) |                    |                    |
| Resident Evil 4              | 2023               | PlayStation 5, Xbox Series X/S, PlayStation 4, Windows, macOS, iOS |                    |                    |

Fino al 2024 esistono dieci episodi della serie. Questo numero esclude le numerose versioni aggiornate, le conversioni e i remake di ogni titolo. La serie principale, da Resident Evil a Resident Evil Code: Veronica X, presenta come nemico principale l'azienda farmaceutica Umbrella Corporation e gli zombi, proponendo uno stile di gioco survival horror. Nel 2004, con l'uscita di Resident Evil 4, la serie si è diretta più verso il genere action (seppur sempre a tinte horror), con la scomparsa della Umbrella e degli zombi come nemici e con l'introduzione dei parassiti noti come Las Plagas e di nemici più scaltri e intelligenti, i Ganados. Nei capitoli successivi il gioco si basa sulla difesa del mondo contro attacchi bioterroristici, intenti ad infettare l'intero pianeta con nuovi virus, da parte delle aziende Tricell e Neo-Umbrella. La serie continua ad avere sempre più un gameplay basato sull'azione e da Resident Evil 5 anche sulla cooperativa. Con Resident Evil 7: Biohazard la serie torna alle atmosfere survival horror che caratterizzavano i primi capitoli, seppur introducendo la visuale in prima persona con tanto di supporto per il VR. Il 27 febbraio 2026 verrà pubblicato Resident Evil Requiem, nono capitolo della serie numerata, undicesimo della serie principale.

#### Resident Evil
Il titolo racconta di quando la squadra Bravo fallisce la sua missione senza più dare notizie, il corpo speciale della polizia locale S.T.A.R.S. (Special Tactics And Rescue Service) viene incaricato di investigare. La squadra Alpha (formata da Chris Redfield, Jill Valentine, Barry Burton, Joseph Frost, Brad Vickers e Albert Wesker) viene inviata in una missione di recupero per cercare i dispersi. Gli indizi portano a una magione apparentemente abbandonata, dove i protagonisti del gioco Jill e Chris incontreranno zombi e altre creature come gli Hunter, il serpente gigante Yawn, le Black Tiger e molti altri, nel tentativo di trovare i vecchi compagni. Alla fine il gioco rivela che la magione è una copertura per un laboratorio segreto della corporazione internazionale Umbrella Corporation e le creature sono il risultato degli esperimenti fatti su un virus geneticamente modificato chiamato virus T. Inoltre si viene a sapere che il capitano della squadra, Wesker, è un agente Umbrella e aveva costretto Barry a unirsi a lui minacciando di uccidere le due figlie (Moira e Polly) e la moglie Kathy. La villa e il laboratorio vengono distrutti dalla Umbrella eliminando ogni prova.

#### Resident Evil 2
Il gioco è ambientato a Raccoon City, due mesi dopo gli eventi dell'originale. Con la S.T.A.R.S. impossibilitata ad accusare l'Umbrella, la compagnia continua gli esperimenti in una struttura sotterranea; tuttavia, un fallito tentativo di furto dei dati del lavoro del ricercatore William Birkin ha come effetto la diffusione del virus T nelle fogne della città e il contagio di Birkin stesso da parte del nuovo virus G. Il virus T è diffuso dai ratti e la maggior parte della popolazione cittadina diventa zombi, lasciando solo pochi sopravvissuti. Leon Scott Kennedy, nuova recluta del dipartimento di polizia di Raccoon, e Claire Redfield, giovane ragazza alla ricerca del fratello Chris Redfield, membro della S.T.A.R.S. e co-protagonista del capitolo precedente, arrivano in città trovandola già infestata di morti viventi. Leon e Claire cercheranno di riuscire a fuggire vivi dalla città. Per le sue abilità Leon verrà promosso e ingaggiato da una agenzia governativa statunitense.

#### Resident Evil 3: Nemesis
Il titolo è ambientato nello stesso periodo del secondo. In questo capitolo viene narrata la fuga di Jill Valentine, agente della S.T.A.R.S. e co-protagonista del primo episodio, da Raccoon City; Jill sarà perseguitata per tutta la durata del gioco da un mostro Tyrant, il Nemesis, che ha il compito di uccidere tutti gli agenti S.T.A.R.S. in modo da eliminare gli scomodi testimoni dei fatti del primo capitolo. La vicenda si concluderà con il bombardamento nucleare della città. La serie Resident Evil Outbreak (che comprende anche Resident Evil Outbreak File 2) mostra i tentativi dei cittadini sopravvissuti di scappare dalla città.

#### Resident Evil Code: Veronica
Questo capitolo si svolge nel 1998 e, al contrario dei giochi precedenti, racconta del sabotaggio delle operazioni della Umbrella Corporation da parte di un membro della S.T.A.R.S.. Ambientato tre mesi dopo Resident Evil 2 e Resident Evil 3: Nemesis, Code Veronica rivela l'esistenza di una corporazione rivale alla Umbrella (nella quale lavora Albert Wesker, il leader della S.T.A.R.S. di Raccoon City), che sviluppa a sua volta armi biologiche. Intanto Claire Redfield è alla ricerca di suo fratello, Chris, dato per disperso.

#### Resident Evil Zero
Prequel del primo capitolo, è ambientato intorno ad una serie di omicidi cannibalistici verificatisi nella regione dei Monti Arklay, situati a nord di Raccoon City, nel luglio 1998. Inoltre, esplora la causa dell'epidemia virale e gli eventi accaduti alla squadra Bravo. Quando la squadra Bravo, la prima inizialmente spedita nell'area, fallisce e non dà più notizie di sé, viene inviata la squadra Alpha (formata da Chris Redfield, Jill Valentine, Barry Burton, Joseph Frost, Brad Vickers e Albert Wesker). Della squadra Bravo faceva parte Rebecca Chambers, che incontra l'ex marine Billy Coen. I due insieme cercheranno di fuggire dalla città.

#### Resident Evil 4
Il gioco è ambientato nel 2004 ed inizia con la dissoluzione della Umbrella Corporation. Il gioco è focalizzato sulla missione di Leon Scott Kennedy, adesso agente governativo altamente addestrato, incaricato dal presidente degli Stati Uniti di ritrovare sua figlia Ashley Graham, rapita da un gruppo terroristico che secondo i servizi segreti avrebbe portato la ragazza in Europa in una remota regione della Spagna. Tale gruppo terroristico si scoprirà essere una setta religiosa spagnola che si fa chiamare con il nome di Los Illuminados e ha risvegliato un antico parassita chiamato Las Plagas scoperto addirittura verso la prima metà del 1800, ed intende servirsene per dominare il mondo trasformando le persone in violenti assassini con resistenza e forza sovrumana, ed in grado di obbedire a degli ordini precisi, i Ganados. Gli Illuminados hanno rapito la figlia del presidente USA per due scopi: ottenere un riscatto di 20 milioni di dollari dal presidente per mobilitare un loro esercito, ed infettare Ashley, la figlia del presidente stessa, per poi rimandarla nel suo paese facendo in modo che sia proprio lei a diffondere l'infezione del parassita negli Stati Uniti. La mente dietro a questo piano è un individuo noto come Lord Osmund Saddler, capo della setta degli Illuminados che lo venera come un vero e proprio dio, nonché portatore sano della Plaga Leader che è in grado di controllare. Leon si ritroverà a fronteggiare mostruosità immonde create con i parassiti dalla setta, venendo anche a conoscenza del piano di Albert Wesker di impadronirsi delle Plagas per trasformarle in B.O.W. Alla fine Leon riuscirà a salvare Ashley, la figlia del presidente e ad eliminare Saddler in persona, ormai mutato in un mostro, sventando dunque anche i piani di conquista del mondo della setta. Tuttavia Ada Wong riuscirà a sottrargli un campione di Plaga Leader sviluppato dai ricercatori di Saddler, presumibilmente per consegnarlo a Wesker e permettere la nascita di nuovi parassiti e la loro commercializzazione sul mercato nero. Tuttavia Leon riuscirà a riportare la figlia del presidente a casa sana e salva. Inoltre, nel contenuto aggiuntivo Separate Ways, scopriamo che Ada Wong aveva in realtà tradito Wesker e consegnato il campione di Plaga Leader ad un'organizzazione rivale per la quale lavorava sin dall'inizio.

#### Resident Evil 5
Il titolo si svolge cinque anni dopo gli eventi di Resident Evil 4 e undici anni dopo gli eventi di Raccoon City del 1998. Questo capitolo, ambientato nel 2009, segna il ritorno di Chris Redfield, ex agente della S.T.A.R.S. facente parte ora dell'organizzazione B.S.A.A. impegnata nel distruggere tutte le armi biologiche (B.O.W) in circolazione. Chris viene inviato in Africa dove avverrà uno scambio di armi biologiche. Arrivato nel villaggio di Kijuju, Redfield incontra la sua nuova partner, Sheva Alomar, e inizia a cercare indizi per scoprire la verità su un nuovo virus chiamato Uroboros. In questo gioco compare ancora Albert Wesker come nemico principale e nel finale si serve del virus Uroboros per trasformarsi in un mostro; tuttavia Sheva e Chris lo sconfiggeranno facendolo sprofondare nella lava e scappando in elicottero. Wesker tenterà di fermarli ma, con un doppio colpo di lanciarazzi, Sheva e Chris lo uccideranno decapitandolo e facendolo esplodere.

#### Resident Evil 6
Questo capitolo si svolge tra la fine del 2012 e il 2013. I protagonisti sono Leon S. Kennedy e Chris Redfield, i maggiori rappresentanti della serie, e Jake Muller figlio di Albert Wesker. Ognuno di loro è affiancato da una "spalla", rispettivamente da Helena Harper, Piers Nivans e Sherry Birkin, quest'ultima è la bambina salvata da Claire durante la tragedia di Raccoon City, cresciuta e divenuta un'agente del governo. Il gioco racconta dell'attacco bioterroristico messo in atto dalla Neo-Umbrella, una casa farmaceutica bioterroristica che con l'aiuto di Derek C. Simmons ha creato un nuovo agente patogeno chiamato virus C con il quale ha diffuso un'epidemia su larga scala nella città di Tall Oaks, in Edonia ed in Cina. Gli effetti di questo virus sono vari, in quanto in base a come viene contratta l'infezione del virus C, si hanno effetti diversi: il virus può far trasformare in zombi, se viene inalato, o in J'avo se viene inoculato. I J'avo sono esseri umani infetti da virus C intelligenti e mutaforme, mentre gli zombi sono simili a quelli creati dal virus T, con la differenza che presentano mutamenti che li rendono più pericolosi e resistenti. Spetterà a Leon, Chris, e Jake affiancati dai loro rispettivi partner, sventare gli attacchi bioterroristici a opera della Neo-Umbrella e di Simmons, e trovare la chiave per sconfiggere il nuovo pericolosissimo virus C che minaccia l'esistenza dell'intero genere umano. Jake, infatti, è l'unico a possedere anticorpi che lo rendono immune al virus C e può dunque creare un vaccino con il suo sangue.

#### Resident Evil 7: Biohazard
Resident Evil 7 segue la storia di Ethan Winters, un uomo alla ricerca della moglie Mia, scomparsa da tre anni. Ethan riceve un misterioso messaggio che lo conduce a una piantagione abbandonata in Louisiana, dove si ritrova prigioniero della famiglia Baker, un gruppo di persone apparentemente immortali e dai comportamenti inquietanti. Durante la sua permanenza, Ethan scopre che Mia è viva ma profondamente cambiata e che la famiglia Baker è stata infettata da una misteriosa sostanza biologica. La trama ruota attorno alla lotta di Ethan per sopravvivere e liberarsi dalla famiglia, affrontando creature orribili e svelando i segreti dietro l’infezione e la sua connessione con una misteriosa organizzazione. Resident Evil 7 segna un ritorno all’horror psicologico della serie, con un’atmosfera cupa e un gameplay in prima persona.

#### Resident Evil Village
Resident Evil Village continua la storia di Ethan Winters pochi anni dopo gli eventi di Resident Evil 7. Ethan vive ora in Europa con la moglie Mia e la loro figlia Rose, cercando di lasciarsi il passato alle spalle. Tuttavia, la tranquillità viene interrotta quando Chris Redfield, un vecchio protagonista della serie, irrompe in casa loro, uccide Mia e rapisce Ethan e Rose. Ethan si risveglia poi in un misterioso villaggio infestato da creature spaventose e governato da quattro potenti signori sotto il controllo di Madre Miranda, una figura venerata dagli abitanti del villaggio. Determinato a salvare Rose, Ethan affronta i vari signori, esplorando il villaggio e scoprendo inquietanti segreti legati alla sua famiglia e alle origini del male. Il gioco combina elementi horror e d’azione, mantenendo un’atmosfera opprimente e offrendo ambientazioni variegate e terrificanti.

### Spin-off
| Titolo                                   | Anno              | Piattaforme |                   |                   |
| Serie Revelations                        | Serie Revelations | Serie Revelations | Serie Revelations | Serie Revelations |
| ---------------------------------------- | ----------------- | --- | ----------------- | ----------------- |
| Resident Evil: Revelations               | 2012              | Nintendo 3DS; 2013: Wii U, PlayStation 3, Xbox 360, Windows (Versione HD); 2017: PlayStation 4, Xbox One, Switch (Versione HD) |                   |                   |
| Resident Evil: Revelations 2             | 2015              | PlayStation 3, PlayStation 4, Vita, Xbox 360, Xbox One, Windows; 2017: Switch                                                  |                   |                   |
| Serie Gun Survivor                       |                   | |                   |                   |
| Resident Evil: Survivor                  | 2000              | PlayStation, Windows |                   |                   |
| Resident Evil: Survivor 2 Code: Veronica | 2001              | Arcade, PlayStation 2 |                   |                   |
| Resident Evil: Dead Aim                  | 2003              | PlayStation 2 |                   |                   |
| Serie Outbreak                           |                   | |                   |                   |
| Resident Evil Outbreak                   | 2003              | PlayStation 2 |                   |                   |
| Resident Evil Outbreak File 2            | 2004              | PlayStation 2 |                   |                   |
| Serie Chronicles                         |                   | |                   |                   |
| Resident Evil: The Umbrella Chronicles   | 2007              | Wii; 2012: PlayStation 3 (Versione HD)                                                                                         |                   |                   |
| Resident Evil: The Darkside Chronicles   | 2009              | Wii; 2012: PlayStation 3 (Versione HD)                                                                                         |                   |                   |
| Altri titoli                             |                   | |                   |                   |
| Resident Evil Gaiden                     | 2001              | Game Boy Color |                   |                   |
| Resident Evil: The Mercenaries 3D        | 2011              | Nintendo 3DS |                   |                   |
| Resident Evil: Operation Raccoon City    | 2012              | PlayStation 3, Xbox 360, Windows                                                                                               |                   |                   |
| Umbrella Corps                           | 2016              | PlayStation 4, Windows |                   |                   |
| Resident Evil: Resistance                | 2020              | PlayStation 4, Xbox One, Windows                                                                                               |                   |                   |
| Resident Evil RE:Verse                   | 2022              | PlayStation 4, Xbox One, Xbox Series X/S, PlayStation 5, Windows                                                               |                   |                   |

#### SerieRevelations
Sottoserie che fa parte della saga principale, narra le vicende lasciate in sospeso nei capitoli principali. Il primo capitolo è nato su Nintendo 3DS nel 2012. Nel 2013 viene pubblicato da Capcom su PlayStation 3, Xbox 360, Wii U e Microsoft Windows in versione rimasterizzata, per poi approdare successivamente su PlayStation 4, Xbox One e Nintendo Switch. Un secondo capitolo, creato dagli stessi autori del primo, è uscito per PlayStation 3, PlayStation 4, Xbox 360, Xbox One, Nintendo Switch e Microsoft Windows. Una versione per PlayStation Vita è stata sviluppata insieme a Sony. Resident Evil: Revelations è ambientato nel 2005 e vede i protagonisti Jill Valentine e Parker Luciani alla ricerca di Chris Redfield e della sua collega Jessica Sherawat, di cui si sono improvvisamente perse le tracce, mentre il gruppo terroristico Veltro minaccia di contaminare l'oceano con il T-Abyss. La ricerca li porta sulla nave da crociera Queen Zenobia, infestata da creature mutate. Scoprono quindi un complotto legato al bioterrorismo e all’organizzazione Veltro, il tutto immerso in un’atmosfera di puro horror e con frequenti colpi di scena. Resident Evil: Revelations 2 è ambientato tra Resident Evil 5 e 6, questo secondo capitolo si svolge nel 2011 e vede Claire Redfield insieme a Moira Burton, figlia di Barry Burton, venir rapite da un gruppo sconosciuto e portate su un'isola deserta. Qui devono affrontare mutanti e superare prove mortali imposte da una misteriosa figura chiamata “L’Osservatrice.” Nel frattempo Barry giunge sull’isola per salvare la figlia, aiutato da una bambina di nome Natalia. Il gioco è strutturato in episodi, alternando fasi di sopravvivenza, horror e cooperazione tra i personaggi.

#### SerieGun Survivor
Gun Survivor (ガンサバイバー?, Gan Sabaibā) è il titolo giapponese di una serie di videogiochi sparatutto in prima persona della Capcom basati sull'universo di Resident Evil, con l'eccezione della terza uscita, che è uno spin-off della serie Dino Crisis sempre della Capcom. Il gameplay nella serie Gun Survivor è differente rispetto ai giochi principali: in questi giochi l'azione ha luogo da una prospettiva in prima persona e il giocatore può utilizzare la pistola ottica Guncon Namco in aggiunta al controller. Resident Evil: Survivor narra di quando, nel settembre 1998, una catastrofe ha colpito la metà occidentale americana, più precisamente nella città di Raccoon City. Uno scoppio del virus T ha trasformato la popolazione della città in zombie. Non molto tempo dopo il bombardamento nucleare della città, un elicottero precipitò nella periferia privata della città di proprietà della Umbrella Corporation, su Sheena Island. Nel gioco si impersona, un detective ingaggiato da Leon S. Kennedy, inviato su Sheena Island per indagare all'interno delle strutture della Umbrella. È stato uno dei primi tentativi della serie di usare una prospettiva in prima persona, con un gameplay lineare e una trama che si distacca dai giochi principali. Resident Evil: Survivor 2 Code: Veronica racconta le vicende di Claire Redfield alla ricerca di suo fratello, Chris Redfield, dato per scomparso, riprendendo gli eventi di Code: Veronica. È uno sparatutto in prima persona su binari che porta i giocatori attraverso vari scenari infestati. Il gameplay è simile a quello del primo Survivor, ma con un maggiore focus sulla sopravvivenza e un limite di tempo per completare i livelli. Resident Evil: Dead Aim è ambientato sulla Spencer Rain, una nave della Umbrella Corporation. Il protagonista è un membro dell'Anti Umbrella che si chiama Bruce McGivern. Il titolo si svolge nel 2002. Il terrorista Morpheus Duvall, dopo aver rubato dai laboratori francesi dell'Umbrella alcuni campioni del virus T, ha dirottato un transatlantico e si sta dirigendo verso l'America. Due agenti segreti, Bruce McGirven e Fongling, vengono inviati a bordo per indagare. Lì dovranno cimentarsi con mostri d'ogni genere, in particolare zombie, e riuscire a bloccare l'avanzata di Morpheus, spesso ricorrendo alla logica. Dead Aim combina visuali in prima e terza persona e introduce nuovi elementi di esplorazione e un gameplay più variegato, arricchendo l’esperienza rispetto ai capitoli precedenti della serie Survivor.

#### SerieOutbreak
Nonostante il contratto di esclusiva di quel periodo con Nintendo, Capcom ha fatto in modo di far uscire uno spin off online della serie Resident Evil intitolato Resident Evil Outbreak per PlayStation 2. Ambientato tra la timeline di Resident Evil 2 e Resident Evil 3: Nemesis, la serie Outbreak dà la possibilità al giocatore di vivere l'esperienza degli eventi legati alla propagazione del virus T a Raccoon City dalla prospettiva di altri personaggi. È stato seguito da un sequel intitolato Resident Evil Outbreak: File #2 e da un videogioco per iPhone, Resident Evil Outbreak Survive. Resident Evil Outbreak è ambientato durante gli eventi di Resident Evil 2 e 3, segue un gruppo di otto cittadini di Raccoon City che cercano di sopravvivere all’epidemia zombie scatenata dal virus T. Ogni personaggio ha abilità uniche, come velocità o resistenza, che aiutano a superare diversi scenari. Il gioco introduce una modalità online cooperativa, dove i giocatori devono collaborare per risolvere enigmi e affrontare orde di nemici, sperimentando l’orrore di Resident Evil da una prospettiva più corale. Resident Evil Outbreak File 2, seguito diretto del primo Outbreak, espande l’esperienza con nuovi scenari, nemici e abilità. I personaggi originali tornano per affrontare ulteriori sfide in Raccoon City, esplorando nuovi luoghi come la foresta, il parco e l’ospedale. Mostra, come il suo predecessore, i tentativi dei cittadini sopravvissuti di scappare da Raccoon City che fuggono all'epidemia di virus T. Il gameplay mantiene la cooperazione e il senso di sopravvivenza del primo capitolo, aggiungendo elementi inediti e migliorando l’interazione tra i giocatori.

#### SerieChronicles
La saga Chronicles è un genere di sparatutto a scorrimento con una grafica più moderna e con un gameplay limitato; riprende i primi capitoli principali della serie, riscrivendoli per attenersi maggiormente allo stile action intrapreso dalla saga nei tempi più recenti. Questi remake, infatti, presentano alcune differenze rispetto ai vecchi capitoli, ma sostanzialmente raccontano gli stessi eventi di giochi quali Resident Evil, Resident Evil 2, Resident Evil 3: Nemesis e Resident Evil Code: Veronica X. Sono inoltre stati aggiunti nuovi capitoli che mettono in luce eventi passati prima sconosciuti, in modo da far maggior chiarezza sui fatti di giochi più recenti come Resident Evil 4 e Resident Evil 5. I capitoli inediti sono "Umbrella Ends" con protagonisti Chris Redfield e Jill Valentine, che si svolge in Russia nel 2003 in Resident Evil: The Umbrella Chronicles e l'episodio "Operation Javier" con protagonisti Leon S. Kennedy e Jack Krauser, ambientato nel 2002 in Sud America di Resident Evil: The Darkside Chronicles. In Umbrella Chronicles sono inoltre presenti alcuni capitoli extra sbloccabili seguendo degli obiettivi specifici che raccontano le storie di Albert Wesker, Hunk e Ada Wong durante i fatti di Villa Spencer e dell'incidente di Raccoon City. In The Darkside Chronicles invece, completando l'ultimo scenario in meno di 10 minuti e ottenendo il finale "buono" considerato canonico, si sbloccherà un capitolo extra che mostra la seconda metà e il finale degli eventi di "Operation Javier" dal punto di vista di Jack Krauser. In esso si potrà così venire a conoscenza dei risentimenti di Krauser nei confronti del governo degli Stati Uniti, oltre che di Leon, e delle motivazioni che lo hanno portato a divenire alleato di Wesker e uno dei nemici principali di Resident Evil 4. Resident Evil: The Umbrella Chronicles è uno sparatutto su binari che ripercorre eventi chiave della serie, dagli inizi di Umbrella Corporation fino alla sua caduta, coprendo Resident Evil Zero, Resident Evil Rebirth e Resident Evil 3: Nemesis, inoltre contiene un capitolo inedito ambientato in Russia nel 2003 con i protagonisti Jill Valentine e Chris Redfield che svelano retroscena su Albert Wesker. Resident Evil: The Darkside Chronicles, altro sparatutto su binari che copre gli eventi di Resident Evil 2 e Resident Evil Code: Veronica X con trama rivisitata. Un capitolo inedito Operation Javier è ambientato in Amazzonia nel 2002, che rivela come Leon Kennedy e Jack Krauser si siano conosciuti prima di Resident Evil 4. Il gioco si concentra maggiormente sull’azione e l’orrore, offrendo una visuale in prima persona che rende l’esperienza immersiva e frenetica.

#### Altri titoli
- Resident Evil Gaiden è uno spin-off per Game Boy Color in cui i giocatori vestono i panni di Barry Burton e Leon S. Kennedy mentre esplorano una nave infestata da zombie. Il gameplay è un misto di esplorazione e combattimento in visuale isometrica con elementi di RPG, e rappresenta una delle poche incursioni della serie su una console portatile.
- Resident Evil: The Mercenaries 3D, basato sulla modalità “Mercenaries” dei giochi principali, è un titolo esclusivo per Nintendo 3DS. I giocatori affrontano sfide a tempo, eliminando il maggior numero possibile di nemici in arene tratte dai capitoli 4 e 5 della serie. Include personaggi iconici e abilità migliorabili per ottenere punteggi elevati.
- Resident Evil: Operation Raccoon City è uno spin-off in stile sparatutto tattico, ambientato durante gli eventi di Resident Evil 2 e 3. I giocatori assumono il ruolo di soldati della Umbrella Security Service (USS) o delle forze speciali americane, combattendo non solo contro creature infette ma anche contro l’altra squadra, in un misto di PvE e PvP.
- Umbrella Corps è un gioco multiplayer competitivo per PS4 e PC in cui i giocatori, appartenenti a squadre rivali di mercenari, si affrontano in arene piene di zombie e mutanti. Il titolo offre partite rapide e meccaniche in stile sparatutto tattico, ma si distanzia dal classico gameplay horror della serie.
- Resident Evil: Resistance è una modalità multiplayer asimmetrica uscita insieme a Resident Evil 3 (2020), in cui quattro giocatori interpretano i “sopravvissuti” che tentano di fuggire da un ambiente ostile mentre un quinto giocatore, il “Mastermind,” piazza trappole e creature per fermarli. Un misto di strategia e azione, dove cooperazione e coordinazione sono fondamentali.
- Resident Evil RE:Verse è un gioco multiplayer online in cui i giocatori controllano personaggi iconici della serie in battaglie PvP. Ogni volta che un giocatore viene sconfitto, si trasforma temporaneamente in una B.O.W. (arma bio-organica) con abilità uniche, aggiungendo un elemento di caos alle partite.

### Titoli mobile
- (2001) Resident Evil I-Survivor
- (2001) Resident Evil Zombie Buster
- (2002) Resident Evil Assault The Nightmare
- (2003) Resident Evil Confidential Report
- (2004) Resident Evil Zombie Shooter
- (2005) Resident Evil The Mission
- (2005) Resident Evil The Stories
- (2007) Resident Evil The Operations
- (2007) Resident Evil The Episodies
- (2007) Resident Evil Genesis
- (2008) Resident Evil Degeneration
- (2009) Resident Evil Uprising
- (2010) Resident Evil Survival Door
- (2011) Resident Evil Mercenaries Vs.
- (2011) Resident Evil Outbreak Survive

### Pachinko
- (2008) Pachisuro Biohazard
- (2012) Biohazard 5
- (2013) CR Biohazard
- (2014) CR Biohazard Zōshoku Version
- (2014) CR Biohazard Kansen Version
- (2015) CR Biohazard 0
- (2015) CR Biohazard 0 Sweet Version
- (2015) CR Biohazard 0 Light Middle Type
- (2015) Pachisuro Biohazard 6
- (2017) Pachisuro Biohazard Revelations
- (2018) Biohazard: Into the Panic
- (2018) CRF Biohazard Revelations
- (2019) PF Biohazard Revelations Light Version
- (2020) Fever Biohazard Revelations 2
- (2021) Biohazard 7: Resident Evil Hazard Rush Pachislot

## Ordine cronologico completo della serie
Qui di seguito viene riportata la cronologia completa di Resident Evil:
| Titolo                                                                             | Periodo d'ambientazione         | Anno d'uscita | Oggetto     | Canonicità   |
| ---------------------------------------------------------------------------------- | ------------------------------- | ------------- | ----------- | ------------ |
| Wesker's Report II                                                                 | 31 luglio 1978 - 31 luglio 1995 | 2002          | DVD         | Canonico     |
| Resident Evil The Wicked North Sea                                                 | 1997 - 2004                     | 1998          | Libro       | Canonico     |
| Resident Evil Zero                                                                 | 23 luglio 1998                  | 2002          | Videogioco  | Canonico     |
| Resident Evil: The Umbrella Chronicles - "Inizi"                                   | 24 luglio 1998                  | 2007          | Videogioco  | Canonico     |
| Resident Evil: The Umbrella Chronicles - "Incubo"                                  | 24 luglio 1998                  | 2007          | Videogioco  | Canonico     |
| Resident Evil                                                                      | 24/25 luglio 1998               | 1996          | Videogioco  | Canonico     |
| Resident Evil: The Umbrella Chronicles - "Rinascita"                               | 25 luglio 1998                  | 2007          | Videogioco  | Canonico     |
| Resident Evil: Operation Raccoon City - "Contenimento"                             | 23 settembre 1998               | 2012          | Videogioco  | Non canonico |
| Resident Evil Outbreak - "Contagio"                                                | 23 settembre 1998               | 2003          | Videogioco  | Canonico     |
| Resident Evil Outbreak - "Inferno"                                                 | 23 settembre 1998               | 2003          | Videogioco  | Canonico     |
| Resident Evil Outbreak File 2 - "Pensieri selvaggi"                                | 24 settembre 1998               | 2004          | Videogioco  | Canonico     |
| Resident Evil Outbreak File 2 - "Underbelly"                                       | 25 settembre 1998               | 2004          | Videogioco  | Canonico     |
| Resident Evil Outbreak - "L'alveare"                                               | 26 settembre 1998               | 2003          | Videogioco  | Canonico     |
| Resident Evil Outbreak - "Sottozero"                                               | 27 settembre 1998               | 2003          | Videogioco  | Canonico     |
| Resident Evil Outbreak File 2 - "Flashback"                                        | 27 settembre 1998               | 2004          | Videogioco  | Canonico     |
| Resident Evil Outbreak File 2 - "Tempi disperati"                                  | 27 settembre 1998               | 2004          | Videogioco  | Canonico     |
| Resident Evil 3: Nemesis - "Prima Parte"                                           | 28/29 settembre 1998            | 1999          | Videogioco  | Canonico     |
| Resident Evil 2 - "Leon A - Claire B"                                              | 29/30 settembre 1998            | 1998          | Videogioco  | Semicanonico |
| Resident Evil 2 - "Claire A - Leon B"                                              | 29/30 settembre 1998            | 1998          | Videogioco  | Canonico     |
| Resident Evil 2 - "Il quarto sopravvissuto"                                        | 30 settembre 1998               | 1998          | Videogioco  | Canonico     |
| Resident Evil: The Umbrella Chronicles - "Le porte della morte"                    | 1º ottobre 1998                 | 2007          | Videogioco  | Canonico     |
| Resident Evil Outbreak File 2 - "Fine della strada"                                | 1º ottobre 1998                 | 2004          | Videogioco  | Canonico     |
| Resident Evil Outbreak - "Decisioni, Decisioni"                                    | 1º ottobre 1998                 | 2003          | Videogioco  | Canonico     |
| Resident Evil 3: Nemesis - "Seconda Parte"                                         | 1º ottobre 1998                 | 1999          | Videogioco  | Canonico     |
| Resident Evil: Survivor                                                            | 24/25 novembre 1998             | 2000          | Videogioco  | Canonico     |
| Il report di Wesker                                                                | 1998                            | 2001          | DVD         | Canonico     |
| Resident Evil Code: Veronica X                                                     | 27/28 dicembre 1998             | 2001          | Videogioco  | Canonico     |
| Resident Evil: The Darkside Chronicles - "Operazione Javier"                       | Estate 2002                     | 2009          | Videogioco  | Canonico     |
| Resident Evil: Dead Aim                                                            | 21/22 settembre 2002            | 2003          | Videogioco  | Canonico     |
| Wesker extra Report & Resident Evil: The Umbrella Chronicles ~Prelude to the Fall~ | 2003                            | 2007          | DVD, Manga  | Canonico     |
| Resident Evil: The Umbrella Chronicles - "Umbrella: la fine"/ L'infausta eredità"  | 18 febbraio 2003                | 2007          | Videogioco  | Canonico     |
| Resident Evil: Revelations - "Il panico di Terragrigia"                            | 2004                            | 2012          | Videogioco  | Canonico     |
| Resident Evil 4                                                                    | autunno 2004                    | 2005          | Videogioco  | Canonico     |
| Resident Evil 4 - "Separate ways"                                                  | autunno 2004                    | 2005          | Videogioco  | Canonico     |
| Resident Evil: Revelations                                                         | 2005                            | 2012          | Videogioco  | Canonico     |
| Resident Evil: Degeneration                                                        | 12/13 novembre 2005             | 2008          | Film in CGI | Canonico     |
| Resident Evil 5 - "Incubo senza uscita"                                            | agosto 2006                     | 2010          | Videogioco  | Canonico     |
| Resident Evil 5                                                                    | marzo 2009                      | 2009          | Videogioco  | Canonico     |
| Resident Evil 5 - "Fuga disperata"                                                 | 5/7 marzo 2009                  | 2009          | Videogioco  | Canonico     |
| Resident Evil: Revelations 2 - "Episodi di Claire"                                 | gennaio 2011                    | 2015          | Videogioco  | Canonico     |
| Resident Evil: Damnation                                                           | febbraio 2011                   | 2012          | Film in CGI | Canonico     |
| Resident Evil: Revelations 2 - "La prova"                                          | giugno 2011                     | 2015          | Videogioco  | Canonico     |
| Resident Evil: Revelations 2 - "Piccola donna"                                     | giugno 2011                     | 2015          | Videogioco  | Canonico     |
| Resident Evil: Revelations 2 - "Episodi di Barry"                                  | giugno 2011                     | 2015          | Videogioco  | Canonico     |
| Resident Evil: The Marhawa Desire                                                  | 2012                            | 2012          | Manga       | Canonico     |
| Resident Evil: Umbrella Corps                                                      | marzo 2012 - gennaio 2013       | 2016          | Videogioco  | Canonico     |
| Resident Evil 6 - "Edonia"                                                         | 24 dicembre 2012                | 2012          | Videogioco  | Canonico     |
| Resident Evil: Umbrella Corps Seconda parte - "Antartica"                          | gennaio 2013                    | 2016          | Videogioco  | Canonico     |
| Resident Evil 6 - "Submarino"                                                      | 27 giugno 2013                  | 2012          | Videogioco  | Canonico     |
| Resident Evil 6 - "Tall Oaks" e "Lanshiang, China"                                 | 29 e 30 giugno 2013             | 2012          | Videogioco  | Canonico     |
| Resident Evil: Heavenly Island                                                     | 2014                            | 2015          | Manga       | Canonico     |
| Resident Evil 7: Biohazard - "Figlie"                                              | 2014                            | 2017          | Videogioco  | Canonico     |
| Resident Evil: Vendetta                                                            | 2014                            | 2017          | Film in CGI | Canonico     |
| Resident Evil: L'isola della morte                                                 | 2015                            | 2023          | Film in CGI | Canonico     |
| Resident Evil 7: Biohazard                                                         | 2017                            | 2017          | Videogioco  | Canonico     |
| Resident Evil 7: Biohazard - "Nessun eroe"                                         | 2017                            | 2017          | Videogioco  | Canonico     |
| Resident Evil 7: Biohazard - "Fine di Zoe"                                         | 2017                            | 2017          | Videogioco  | Canonico     |
| Resident Evil Village                                                              | 2021                            | 2021          | Videogioco  | Canonico     |
| Resident Evil Village - "Shadow of Rose"                                           | 2037                            | 2023          | Videogioco  | Canonico     |

## Filmografia
Vi sono sei film sulla serie Resident Evil, scritti da Paul W. S. Anderson, anche se inizialmente il regista di film horror George A. Romero è stato molto vicino a dirigere i film.
A dispetto della critica negativa, i film hanno incassato abbastanza da incoraggiare l'approvazione di una trilogia. Paul W.S. Anderson aveva dichiarato in un'intervista che il quarto film, Resident Evil: Afterlife, sarebbe stato l'inizio di una nuova trilogia e che il film sarebbe stato sviluppato usando cineprese 3D. La trama dei film rivisita quella del videogioco, risultando dunque non canonica a quella originale.
Nell'ottobre del 2020 sono iniziate le riprese del film che segna il reboot della serie, Resident Evil: Welcome to Raccoon City, diretto da Johannes Roberts e uscito nel 2021. Il film si distingue dalla saga cinematografica di Paul WS Anderson per la sua maggior fedeltà con il materiale originale. Il film è ambientato a Raccoon City e prende spunto dai primi due capitoli della saga videoludica, prendendo un po' dai titoli originali (usciti nel 1996 e nel 1998) e dai loro rispettivi remake (usciti nel 2002 e nel 2019).
Nel giugno del 2023 il sito Bloody Disgusting rivela che sta per essere realizzato un nuovo film dedicato alla saga, dal titolo Resident Evil: The Umbrella Chronicles, che sarà la trasposizione di Resident Evil Zero. Nel settembre del 2024 è stato dichiarato che il regista Zach Cregger potrebbe dirigere il film. Nel marzo del 2025 è stato confermato Cregger come regista del nuovo reboot e il suo film uscirà il 18 settembre 2026.

### Serie originale
- Resident Evil, diretto da Paul W. S. Anderson (2002)
- Resident Evil: Apocalypse, diretto da Alexander Witt (2004)
- Resident Evil: Extinction, diretto da Russell Mulcahy (2007)
- Resident Evil: Afterlife, diretto da Paul W. S. Anderson (2010)
- Resident Evil: Retribution, diretto da Paul W. S. Anderson (2012)
- Resident Evil: The Final Chapter, diretto da Paul W. S. Anderson (2016)

### Serie reboot
- Resident Evil: Welcome to Raccoon City, diretto da Johannes Roberts (2021)

### Serie d'animazione
Il primo film della serie, realizzato interamente in computer grafica, è il cortometraggio Resident Evil 4D: Executer. Uscito nel 2000, il che lo rende il primo film del franchise in assoluto, viene distribuito unicamente in Giappone. Dal 2008 al 2023 sono usciti altri quattro lungometraggi in computer grafica, i primi 2 diretti da Makoto Kamiya, il terzo da Takanori Tsujimoto e il quarto da Eiichiro Hasumi. Questi quattro film sono ambientati nello stesso universo dei videogiochi. I film d'animazione sono i seguenti:
- Resident Evil 4D: Executer, diretto da Koichi Ohata (2000)
- Resident Evil: Degeneration, diretto da Makoto Kamiya (2008)
- Resident Evil: Damnation, diretto da Makoto Kamiya (2012)
- Resident Evil: Vendetta, diretto da Takanori Tsujimoto (2017)
- Resident Evil: L'isola della morte, diretto da Eiichirō Hasumi (2023)

### Serie televisive
Nel 2020 viene confermata una miniserie animata in CGI, uscita su Netflix nel 2021, intitolata Resident Evil: Infinite Darkness. La miniserie vede gli stessi protagonisti del secondo videogioco originale del 1998 e del suo remake del 2019, Leon S. Kennedy e Claire Redfield. La serie ha ricevuto una Graphic Novel, che funge da prequel, dal titolo Infinite Darkness - The Beginning uscita nel 2022. Nel 2022 esce una serie TV live action prodotta da Netflix. La serie vive in una linea temporale tutta sua, non è quindi collegata con l'universo canonico dei videogiochi, né con la serie cinematografica, né con le serie a fumetti e i romanzi. Le serie televisive sono le seguenti:
- Resident Evil: Infinite Darkness (2021)
- Resident Evil (2022)

## Fumetti
Sono stati pubblicati anche tre manga ufficiali e una Graphic Novel, anch'essi fanno parte della serie canonica dei videogiochi. Essi sono:
- (2007) Resident Evil: Umbrella Chronicles: Prelude to the Fall
- (2014) Resident Evil: Marhawa Desire
- (2015) Resident Evil: Heavenly Island
- (2022) Resident Evil: Infinite Darkness - The Beginning

## Romanzi

### Tratti dai videogiochi
La scrittrice statunitense S. D. Perry ha scritto molti romanzi basati sui videogiochi della serie, i cui primi sei pubblicati anche in Italia per la prima volta da Urania; tutti e sei più il settimo rimasto inedito sono stati in seguito ripubblicati con nuove traduzioni e format grafico da Multiplayer.it.
- Tyrant il distruttore (Resident Evil: The Umbrella Conspiracy) - tratto dall'originale Resident Evil. Scritto da S. D. Perry, 1998, ISBN 0-671-02439-6.
- Caliban Cove (Resident Evil: Caliban Cove) - Romanzo originale, ambientato nell'isola fittizia di Caliban Cove. Parla di Rebecca che tenta di fermare, con l'aiuto di alcuni S.T.A.R.S., uno scienziato ribelle intenzionato a spargere una versione modificata del virus T. Scritto da S. D. Perry, 1998, ISBN 0-671-02440-X.
- La città dei morti (Resident Evil: City Of The Dead) - tratto da Resident Evil 2. Scritto da S. D. Perry, 1999, ISBN 0-671-02441-8.
- L'orrore sotterraneo (Resident Evil: Underworld) - Romanzo originale in cui Claire, Rebecca e Leon Kennedy lottano contro la Umbrella Corporation. Scritto da S. D. Perry, 1999, ISBN 0-671-02442-6.
- Resident Evil - Nemesis (Resident Evil: Nemesis) - tratto da Resident Evil 3: Nemesis. Scritto da S. D. Perry, 2000, ISBN 0-671-78496-X.
- Codice Veronica (Resident Evil: Code Veronica) - tratto dall'originale Resident Evil Code: Veronica. Scritto da S. D. Perry, 2001, ISBN 0-671-78498-6.
- Zero Hour - tratto da Resident Evil 0. Scritto da S. D. Perry, 2004, ISBN 0-671-78511-7.

Fra le altre opere esistenti, possono essere citati due romanzi giapponesi, editi in Germania:
- Resident Evil: Rose Blank
- Resident Evil: Tödliche Freiheit

### Tratti dai film
Una seconda serie di conversioni in romanzo di Resident Evil, basate sui film, furono scritte dallo statunitense Keith R. A. DeCandido.
- Resident Evil: Genesis - tratto dal primo film Resident Evil, di Keith R. A. DeCandido, 2001, ISBN 0-7434-9291-9.
- Resident Evil: Apocalypse - tratto dal secondo film, Resident Evil: Apocalypse, che contiene eventi alternativi contemporanei a Resident Evil 3: Nemesis, riprendendone solo parte della trama. Di Keith R. A. DeCandido, 2004, ISBN 0-7434-9349-4.
- Resident Evil Retribution - tratto dal quinto film Resident Evil: Retribution, di Paul W. S. Anderson, 2012[54].

## Accoglienza
La serie Resident Evil è stata molto acclamata dalla critica e ha avuto recensioni positive. I videogiochi come Resident Evil, Resident Evil 2, Resident Evil 4 e Resident Evil: Revelations hanno vinto multipli premi tra cui il premio "Gioco dell'anno".
Nel 2012 il magazine Complex lo posiziona al 22º posto nella categoria dei migliori franchise dei videogiochi. Lo stesso anno G4tv l'ha definita come "una delle serie di maggior successo nella storia dei videogiochi."
La rivista Play Generation classificò i Redfield come la famiglia più celebre dei videogiochi usciti su PlayStation 2.
- Le recensioni sono aggiornate fino al 24 gennaio 2017.

### Serie principale
| Titolo                         | Metacritic | GameRankings |
| ------------------------------ | --- | --- |
| Resident Evil 2                | - (PS1) 89 - (N64) 89 - (DC) 77 - (GCN) 59 | - (PS1) 93.13% - (N64) 86.93% - (DC) 79.75% - (PC) 79.59% - (GCN) 63.60% |
| Resident Evil 3: Nemesis       | - (DC) 79 - (N64) 71 - (GC) 62 | - (PS) 88.21% - (DC) 81.11% - (PC) 74.15% - (GC) 63.71% |
| Resident Evil Code: Veronica X | - (PS2) 84 - (X360) (HD) 67 - (PS3) (HD) 65 - (GCN) 62 | - (PS2) 82.39% - (X360) (HD) 69.89% - (GCN) 64.32% - (PS3) (HD) 63.38% |
| Resident Evil Rebirth          | - (GCN) 91 - (PS4) (HD Remaster) 83 - (XONE) (HD Remaster) 82 - (PC) (HD Remaster) 82 - (Wii) 76                                                            | - (GCN) 89.75% - (XONE) (HD) 86.86% - (PS4) (HD) 83.19% - (PC) (HD) 82.67% - (Wii) 73.43% |
| Resident Evil Zero             | - (GC) 83 - (PS4) (HD Remaster) 70 - (XONE) (HD Remaster) 69 - (PC) (HD Remaster) 68 - (Wii) 62                                                             | - (GC) 84.18% - (XONE) (HD Remaster) 71.96% - (PS4) (HD Remaster) 70.20% - (PS3) (HD Remaster) 70.00% - (PC) (HD Remaster) 63.21% - (Wii) 61.60%                                                               |
| Resident Evil 4                | - (PS2) 96 - (GC) 96 - (Wii) 91 - (X360) (HD) 84 - (PS3) (HD) 84 - (PS4) (Remastered) 82 - (PC) (Ultimate HD Edition) 79 - (PC) 76 - (XONE) (Remastered) 76 | - (PS2) 95.85% - (GC) 95.83% - (Wii) 91.59% - (X360) (HD) 86.97% - (PS4) (Remastered) 85.85% - (PS3) (HD) 85.18% - (PC) (Ultimate HD Edition) 82.50% - (iOS) 80.00% - (XONE) (Remastered) 81.00% - (PC) 74.20% |
| Resident Evil 5                | - (PC) 86 - (PS3) 84 - (X360) 83 - (XONE) (Remastered) 75 - (PS4) (Remastered) 69                                                                           | - (PS3) 86.62% - (X360) 86.32% - (PC) 86.29% - (XONE) (Remastered) 80.00% - (PS4) (Remastered) 66.00% |
| Resident Evil 6                | - (PS3) 74 - (PC) 69 - (X360) 67 - (XONE) (Remastered) 63 - (PS4) (Remastered) 60                                                                           | - (PS3) 73.55% - (PC) 67.38% - (X360) 69.03% - (XONE) (Remastered) 63.33% - (PS4) (Remastered) 50.62% |
| Resident Evil 7: Biohazard     | - (PC) 88 - (XONE) 86 - (PS4) 85 | - (XONE) 88.78% - (PC) 88.00% - (PS4) 86.27% |

### Spin off
| Titolo                                   | Metacritic                                               | GameRankings                                                              |
| Serie Gun Survivor                       | Serie Gun Survivor                                       | Serie Gun Survivor                                                        |
| ---------------------------------------- | -------------------------------------------------------- | ------------------------------------------------------------------------- |
| Resident Evil: Survivor                  | - (PS1) 39 - (PC) -                                      | - (PS1) 41.90% - (PC) -                                                   |
| Resident Evil: Survivor 2 Code: Veronica | - (PS2) -                                                | - (PS2) 52.50%                                                            |
| Resident Evil: Dead Aim                  | - (PS2) 65                                               | - (PS2) 66.74%                                                            |
| Serie Outbreak                           |                                                          |                                                                           |
| Resident Evil Outbreak                   | - (PS2) 71                                               | - (PS2) 69.99%                                                            |
| Resident Evil Outbreak File 2            | - (PS2) 58                                               | - (PS2) 62.92%                                                            |
| Serie Chronicles                         |                                                          |                                                                           |
| Resident Evil: The Umbrella Chronicles   | - (WII) 75 - (PS3) 70                                    | - (WII) 75.03% - (PS3) 70.77%                                             |
| Resident Evil: The Darkside Chronicles   | - (WII) 75 - (PS3) 70                                    | - (WII) 75 - (PS3) 70                                                     |
| Serie Revelations                        |                                                          |                                                                           |
| Resident Evil: Revelations               | - (3DS) 82 - (WII U) 80 - (PC) 77 - (X360) 75 - (PS3) 74 | - (3DS) 83.50% - (WII U) 78.75% - (PC) 78% - (X360) 74.70% - (PS3) 72.86% |
| Resident Evil: Revelations 2             | - (XONE) 75 - (PS4) 75 - (PC) 74 - (PS Vita) 65          | - (PC) 80.67% - (X360) 75.22%                                             |

## Vendite
Al 31 marzo 2025 la serie ha raggiunto il traguardo di 170 milioni di copie vendute ed è la più venduta di Capcom in termini di vendite di software. Qui di seguito sono riportati le vendite dei titoli. Le unità di vendita comprendono anche le versioni aggiornate del titolo.
| Uscita | Titolo                                  | Piattaforme                       | Unità vendute |
| ------ | --------------------------------------- | --------------------------------- | ------------- |
| 1996   | Resident Evil                           | PlayStation                       | 2 750 000     |
| 1997   | Resident Evil Director’s Cut            | PlayStation                       | 1 130 000     |
| 1998   | Resident Evil Director’s Cut Dual Shock | PlayStation                       | 1 200 000     |
| 1998   | Resident Evil 2                         | PlayStation                       | 4 960 000     |
| 1999   | Resident Evil 3: Nemesis                | PlayStation                       | 3 500 000     |
| 2000   | Resident Evil Code: Veronica            | Dreamcast                         | 1 140 000     |
| 2001   | Resident Evil Code: Veronica X          | PS2                               | 1 400 000     |
| 2002   | Resident Evil Remake                    | GC                                | 1 350 000     |
| 2002   | Resident Evil Zero                      | GC                                | 1 250 000     |
| 2003   | Resident Evil Outbreak                  | PS2                               | 1 450 000     |
| 2005   | Resident Evil 4                         | GC                                | 1 600 000     |
| 2005   | Resident Evil 4                         | PS2                               | 2 300 000     |
| 2007   | Resident Evil 4 (WII Edition)           | WII                               | 2 000 000     |
| 2007   | Resident Evil: The Umbrella Chronicles  | WII                               | 1 300 000     |
| 2009   | Resident Evil 5                         | PS3, Xbox 360, DL                 | 9 600 000     |
| 2012   | Resident Evil 5 Gold Edition            | PS3, Xbox 360, Download DL        | 2 400 000     |
| 2012   | Resident Evil 6                         | PS3, Xbox 360, DL                 | 9 600 000     |
| 2012   | Resident Evil: Revelations              | 3DS                               | 900 000       |
| 2012   | Resident Evil: Operation Raccoon City   | PS3, Xbox 360, DL                 | 2 800 000     |
| 2013   | Resident Evil: Revelations HD           | PS3, Xbox 360, Wii U, PC, DL      | 2 800 000     |
| 2014   | Resident Evil: HD Remaster              | PS3, DL                           | 4 700 000     |
| 2014   | Resident Evil 4: Ultimate HD Edition    | PC, DL                            | 3 100 000     |
| 2015   | Resident Evil: Revelations 2            | PS3, PS4, X360, XONE, NSW, PC, DL | 3 700 000     |
| 2016   | Resident Evil: Zero HD Remaster         | PS3, PS4, X360, XONE, NSW, PC, DL | 4 600 000     |
| 2016   | Resident Evil 4                         | PS4, XONE, DL                     | 3 400 000     |
| 2016   | Resident Evil 5                         | PS4, XONE, DL                     | 3 500 000     |
| 2016   | Resident Evil 6                         | PS4, XONE, DL                     | 3 700 000     |
| 2017   | Resident Evil 7                         | PS4, PS5, XONE, XSX, NSW, PC, DL  | 14 700 000    |
| 2019   | Resident Evil 2 Remake                  | PS4, PS5, XONE, XSX, NSW, PC, DL  | 15 400 000    |
| 2020   | Resident Evil 3 Remake                  | PS4, PS5, XONE, XSX, NSW, PC, DL  | 9 900 000     |
| 2021   | Resident Evil Village                   | PS4, PS5, XONE, XSX, NSW, PC, DL  | 11 300 000    |
| 2023   | Resident Evil 4 Remake                  | PS4, PS5, XONE, XSX, PC, DL       | 9 900 000     |